# Cryphonectria parasitica
El cancro del castaño (del latín cancer; también usado incorrectamente el galicismo chancro, a su vez proveniente del latín) es una enfermedad fúngica causada por el ascomiceto Cryphonectria parasitica. Este hongo, patógeno de heridas, es incapaz de invadir tejidos corticales sanos, penetrando en el huésped a través de heridas de distinta naturaleza (poda, grietas, cicatrices, etc.). Está incluida en la lista 100 de las especies exóticas invasoras más dañinas del mundo de la Unión Internacional para la Conservación de la Naturaleza.
El síntoma más característico consiste en la presencia de cancros sobre el tronco, ramas o renuevos, los cuales provocan un anillamiento que impide así la circulación de la savia, dando como resultado la muerte de brotes o ramas por encima de la lesión, pudiendo observarse en los árboles afectados puntas secas emergiendo de los pies frondosos. 
Los métodos de lucha para el control de este patógeno han ido evolucionando, por ejemplo mediante el control biológico por cepas hipovirulentas. Sin embargo, no se conoce en el momento actual uno realmente eficaz. 

## Agente causal
Cryphonectria parasitica (Murrill) Barr (Ascomycota, Diaporthales).
Sinónimo: Endothia parasitica Estado asexual (mitótico): Endothiella parasitica(Murrill) P.J. & H.W. Anderson.

## Nombres comunes
- Chestnut blight o canker, inglés
- Chancre de l'écorce du châtaignier, francés
- Kastanienkrebs, alemán
- Cancro do castiñeiro, gallego

## Árboles hospedadores
Castanea sativa (castaño europeo), Castanea dentata (castaño americano), diferentes especies de Quercus (Q. ilex, Q. pubescens, Q. petraea), Castanopsis, Acer, Rhus typhina,  Carya ovata.

## Distribución en España
Se ha encontrado cancro en la mitad norte de España, en las comunidades de Galicia, Asturias, Castilla y León, País Vasco, Navarra, Cantabria y Cataluña.

## Distribución mundial
Se ha detectado el cancro del castaño en cuatro continentes:
• Europa: Alemania, Austria Bélgica, Bosnia-Herzegovina, Croacia,Eslovaquia, Eslovenia, España, Francia, Grecia, Hungría, Italia,
Macedonia del Norte, Polonia, Portugal, Rusia (costa del Mar Negro y Cáucaso),Suiza, Ucrania y repúblicas yugoslavas.
• América del Norte: Canadá (Columbia Británica y Ontario) y Estados Unidos.
• África: Túnez
• Asia: China, Corea del Norte, Corea del Sur, Georgia, India (Uttar Pradesh), Japón (Honshu), Taiwán y Turquía.